# Listă de festivaluri din Timișoara
Aceasta este o listă de festivaluri din Timișoara.

### Festivaluri de muzică
- Festivalul Flight Timisoara - este cel mai mare festival de muzica , arta si tehnologie din Vestul Tarii. Festivalul se desfasoara in perioada 2-4 Septembrie , la Aerodromul Utilitar Cioca
- Revolution Festival  - lansat în 2015 și desfășurat în cadrul Muzeul Satului Bănățean, se axează pe muzică alternativă, rock și indie
- Gala de Blues Jazz Kamo
- Flight Festival
- Festivalul internațional Timișoara Muzicală  Arhivat în 12 decembrie 2019, la Wayback Machine. – aflat la peste 30 de ediții, festivalul Timișoara Muzicală este o tradiție între iubitorii timișoreni ai teatrului liric.
- Festivalul de Muzică Veche Timișoara  – aduce în prim plan muzică de salon și compoziții din secolele al XVI-lea și al XVII-lea.[1]
- Serbările de la Hanul Timișoreana  Arhivat în 21 octombrie 2018, la Wayback Machine. – festivalul, care durează 8 zile, sărbătorește berea locală Timișoreana prin concerte de muzică live și oferte pentru mâncare și băutură.
- Festivalul zilele muzicale Enescu Bartok  Arhivat în 12 decembrie 2019, la Wayback Machine. – o săptămână de concerte simfonice, desfășurate la Sala Capitol a Filarmonicii Banatul [2]
- Festivalul de Operă și Operetă - Opera Națională Română Timișoara organizează o săptâmână de concerte în aer liber în Parcul Rozelor
- Festivalul Blues pentru Timișoara
- West DJ Festival – Festival concurs pentru tinerii pasionați de muzica electronică
- Vest Fest – Festival dedicat muzicii si culturii urbane.
- Festivalul "Roze pe Bega", Timisoara, 12-13 septembrie 2018,

### Festivaluri cinematografice
- Ceau Cinema - Festival de buzunar  - evenimentul se află la a treia ediție care a avut loc în perioada 14-17 iulie 2016, în Timișoara și satul Gottlob.
- Festivalul Filmlui Francez – aflat la peste 15 ediții, festivalul, desfășurat toamna în marile orașe din România, promovează cinematografia franceză.[3]
- Timishort Film Festival – festival competiție de filme de scurt metraj, desfășurat anual, în luna aprilie, în Timișoara.
- Festivalul de film Cinecultura – lectorii străini ai Universității de Vest din Timișoara și Universității Politehnica din Timișoara organizează acest festival pentru a-și prezenta mai bine culturile din care provin.[4]

### Festivaluri de teatru
- Festivalul de teatru pentru în limba engleză pentru adolescenți T4T – sub umbrela asociației AT4T Arhivat în 15 septembrie 2017, la Wayback Machine., festivalul reunește trupe de teatru de liceeni din România, pentru spectacole, competiții și ateliere de lucru.[5]
- Săptămâna de teatru Diogene V. Bihoi – Festival de teatru, desfășurat anual în Decembrie în Timișoara de Teatrul Thespis.[6]
- Festivalul European de teatru Eurothalia – organizat de Teatrul German de Stat Timișoara,  festivalul se desfășoară anual, din 2010, timp de o săptămână în luna noiembrie.[7]
- FEST - FDR - organizat de Teatrul Național Timișoara, festivalul cuprinde mai multe secțiuni: concurs de dramaturgie ce adună laolatp texte contemporane, secțiunea - concurs al  spectacolelor de teatru pe text românesc și secțiunea FEST - ce aduce spectacole în aer liber, performance-uri și spectacole de teatru-dans atât din țară cât și din străinatate.
- TESZT, Festivalul Euroregional de Teatru din Timișoara, proiect al Teatrului Maghiar de Stat „Csiky Gergely” din Timișoara are ca scop promovarea multiculturalității și familiarizarea publicului spectator cu cele mai noi evenimente teatrale din euroregiunea DKMT (Dunărea, Criș, Mureș, Tisa) și nu numai. Festivalul este, astfel, o platformă de schimburi culturale, dar și o invitație la dialog cu artiști și oameni de teatru. Arhivat în 31 mai 2016, la Wayback Machine.

### Festivaluri de literatură
- Festivalul Internațional de Literatură de la Timișoara – Festivalul reunește autori români și străini, pentru două zile de lecturi și dialoguri deschise cu publicul.[8]

### Festivaluri de modă
- Timișoara Fashion Days – Festival concurs de modă, adresat în principal studenților.[9]

### Festivaluri de dans
- Festivalul Internațional de Dans Timișoara Arhivat în 8 octombrie 2016, la Wayback Machine. – Festivalul se întinde pe durata a 10 zile, și este împărțit în trei secțiuni, dans sportiv, dans contemporan și tango argentinian.
- Festivalul Internațional de Tango Argentinian - Festivalul are loc anual,  începând cu 2013, în ultima săptămână a lunii mai. Acest unic eveniment din vestul țării este organizat de Școala de Tango Argentinian „Tango Embrace”, din cadrul Asociației "Art Embrace". Agenda festivalului cuprinde întotdeauna atât seminarii, workshop-uri private, Milongas (petreceri de zi și de seară), precum și spectacole de referință ale marilor artiști internaționali invitați.

### Festivaluri de arte combinate
- Festivalul Simultan – Festival anual, desfășurat pe trei zile, în care au loc concerte live, proiecții de filme, conferințe și demonstrații de artă contemporană
- PLAI Festival – Festival neconvențional, desfășurat în aer liber, în care au loc demonstrații de arte plastice, muzică, proiecții de filme, artă tradițională din mai multe culturi.
- Festivalul Bega Bulevard – Festival anual care cuprinde concerte, spectacole, demonstrații de navomodele și activități pentru copii.[10]
- Student Fest Arhivat în 30 iunie 2013, la Wayback Machine. – Festival anual, având prima ediție în 1992, realizat de către Organizația Studenților din Universitatea de Vest din Timișoara.
- ManyFest Arhivat în 30 iunie 2014, la Wayback Machine. – Festival concurs al artelor vizuale, care cuprinde și ateliere de grafică, fotografie și scurt metraj.
- Festivalul ISWinT (Săptămâna Internațională a Studenților Timișoara Arhivat în 10 martie 2018, la Wayback Machine.) – Festival Studențesc organizat de Liga AC (Liga Studenților din Facultatea de Automatică și Calculatoare), ajuns la a 21-a ediție, reușește încă din anul 1994 să reunească studenți din toată lumea, încurajând dialogul și diversitatea culturală.
- Festivalul Street Delivery Arhivat în 18 octombrie 2016, la Wayback Machine. – Organizat în București, Timișoara și Iași, festivalul atinge domenii ca arhitectură, muzică, societate civilă, teatru, dans și film.
- Festivalul Acces Art Arhivat în 12 septembrie 2017, la Wayback Machine. – Festival organizat în aer liber, centrat pe ateliere de arte creative.
- Festivalul Condeierilor Plugari – Festival de artă tradițională bănățeană care are loc anual la Muzeul Satului Bănățean din Timișoara.[11]